# Erik Jensen (Krabbe)
 For alternative betydninger, se Erik Jensen. (Se også artikler, som begynder med Erik Jensen)
Erik Jensen (Krabbe) (død 1376) var biskop over Odense Stift fra 1362 til sin død.
Han skal i et ærinde for Sankt Knuds Kloster have opholdt sig hos paven i Avignon, da embedet som biskop blev ledigt i 1362, og da opnået bispevielse af paven. Måske hænger det sammen med denne uregelmæssige erhvervelse af bispesædet, at han 1365 udvidede knudsbrødrenes privilegier. Der vides ellers ikke meget om hans styrelse af stiftet; derimod ved man at han deltog, med de andre rigsråder i indgåelsen af Fredsaftalen i Stralsund med Hanseforbundet i 1370.

## Eksterne kilder og henvisninger
- Efter Kristian Erslevs tekst i Dansk Biografisk Leksikon Arkiveret 18. april 2012 hos  Wayback Machine